# Viasna Human Rights Centre
La Viasna Human Rights Centre (in bielorusso Праваабарончы цэнтр «Вясна»?, Pravaabarončy cėntr «Vjasna»), in italiano anche Centro per i diritti umani Viasna, nota anche semplicemente come Viasna ("primavera", in riferimento alla primavera di Minsk), è un'organizzazione non governativa con sede a Minsk, in Bielorussia e fondata nel 1996 dall'attivista premio Nobel Ales' Bjaljacki. Il governo bielorusso ha dichiarato fuorilegge Viasna in diverse occasioni, ma l'organizzazione è tuttora attiva.

## Attività
L'organizzazione è attiva nel campo dei diritti umani e ha lo scopo di fornire assistenza finanziaria e legale ai prigionieri politici e alle loro famiglie, in particolare nell'ambito dell'opposizione bielorussa.
Essa è stata fondata in risposta e opposizione alla repressione perpetuata da parte del governo di Aljaksandr Lukašėnka nei confronti dei manifesti e dissidenti politici. Ha censito, a tutto il luglio 2023, almeno 1500 prigionieri politici detenuti nel sistema penitenziario belorusso, detenuti in quasi isolamento dall'esterno..
Viasna è stata vietata dal regime e dichiarata organizzazione "estremista" (sovversiva secondo la normativa bielorussa, che ricalca la legislazione repressiva della Federazione Russa), e i suoi principali dirigenti sono stati incarcerati nel periodo 2020-21 con accuse fittizie di "terrorismo", "promuovere sommosse", "violazione grave dell'ordine pubblico", "incitamento all'odio", evasione fiscale e "partecipazione ad organizzazione criminale", e sottoposti a processi farsa: tra essi Bialiatski, Marfa Rabkova, Valiantsin Stefanovič, Uladzimir Labkovič e Leanid Sudalenka (scarcerato nel 2023 e fuggito dalla Bielorussia), per cui è stata lanciata la campagna FreeViasna.
Assieme ai gruppi di politici di opposizione espatriati come il Consiglio di Coordinamento e Gabinetto di Transizione guidato dalla presidente eletta Svjatlana Cichanoŭskaja ed altre piattaforme per i diritti umani come ad esempio Libereco e DissidentBy, Viasna ha dato vita anche una campagna in cui le personalità politiche europee possono "adottare" i prigionieri politici bielorussi come "padrini" e "madrine", intitolata #WeStandBYYou.
Nel 2022 Ales Bialiatski è stato insignito del Premio Nobel per la pace (ritirato dalla moglie), assieme alla sezione russa di Memorial International (rappresentata da Jan Račinskij e Oleg Orlov) e all'associazione ucraina Centro per le libertà civili (rappresentata da Oleksandra Matvijčuk e Oleksandra Romantsova). Le tre organizzazioni hanno dato origine dopo l'invasione russa dell'Ucraina del 2022 a un progetto politico comune in favore dei prigionieri chiamato People First, dedicato a chi è stato arrestato per l'opposizione alla guerra.